# Boophis feonnyala
A Boophis feonnyala a kétéltűek (Amphibia) osztályába, a békák (Anura) rendjébe és az aranybékafélék (Mantellidae) családjába tartozó faj. Neve a malgas feon'ny ala kifejezésből ered, aminek jelentése „az erdő hangja”, utalva arra, hogy a fajt hangja alapján fedezte fel a kutatócsoport egy mesterséges tóban, miközben a Feon'ny ala szállodában ebédelt.

## Előfordulása
A faj Madagaszkár endemikus faja. A sziget keleti részén fekvő Andasibe környékén honos 900 m-es magasságban.

## Megjelenése
Kis méretű békafaj, a hímek testhossza 25 mm. Hátának bőre sima, világosbarna színű, egyes egyedek esetében apró sötét és vörös pettyekkel. Hasának közepe fehér, az oldala felé szürkés bézs színű. Irisze barnás vagy sárgás, feltűnő fekete kockázattal.